# Leptochiton boettgeri
Leptochiton boettgeri is een keverslakkensoort uit de familie van de Leptochitonidae. De wetenschappelijke naam van de soort is voor het eerst geldig gepubliceerd in 1934 door Sulc.